# Amadeus Austrian Music Awards
Amadeus Austrian Music Awards je letna podelitev nagrad za odličnost v avstrijski glasbeni industriji. Od leta 2000 jo podeljujejo najuspešnejšim avstrijskim glasbenikom, od leta 2012 pa vsako leto marca poteka v Volkstheatru na Dunaju. Je avstrijski ekvivalent grammyjem.

## Zgodovina
Podelitev nagrad je leta 2000 ustanovil IFPI Austria, prenašala pa jo je Avstrijska nacionalna javna radiotelevizija (ORF). Oddajo je vodil Andi Knoll. Leta 2008 sta izdajatelja Puls 4 in ProSiebenSat.1 Media začela skupaj gostiti slovesnost. Michael Ostrowski je oddajo vodil od leta 2008 do 2010, Manuel Rubey pa jo je začel voditi leta 2012. Od leta 2012 slovesnost poteka v Volkstheatru, potem ko je prej potekala v Gasometer B, Kunsthalle Wien in Wiener Stadthalle. Slovesnost leta 2011 je bila odpovedana in pozneje prestavljena na dogodek leta 2012.

## Nagrade
Nagrade lahko prejme vsak glasbenik z avstrijskim državljanstvom ali ki je svojo kariero začel v Avstriji. Od leta 2023 obstaja 14 kategorij.

### Splošno
- Album leta
- Pesem leta
- Izvajalec leta
- Tekstopisec leta
- Nagrada FM4
- Življenjsko delo
- Najboljši zvok

### Žanri
| - Alternativne - Hard & Heavy - HipHop / Urban - Jazz / World / Blues | - Elektronska / Dance - Pop / Rock - Šlager / Narodnozabavna glasba |